# Justin Henry
Justin Worthington Henry, född 25 maj 1971 i Rye i Westchester County, New York, är en amerikansk skådespelare. Redan som sjuåring spelade han, utan tidigare skådespelarerfarenhet, birollen som Billy Kramer i filmen Kramer mot Kramer och blev nominerad till en Oscar för bästa manliga biroll. För denna insats erhöll han 5 000 dollar. Sedan dess har Justin Henry medverkat i mindre produktioner samt gjort inhopp i TV-serier som Cityakuten och Danger Bay. Han har även en kandidatexamen i psykologi från Skidmore College.

## Filmografi (urval)
- 1979 – Kramer mot Kramer
- 1984 – Födelsedagen
- 1986 – Danger Bay, avsnitt Eye of the Storm (gästroll i TV-serie)
- 1996 – Andersonville
- 1997 – Cityakuten (TV-serie) (gästroll i två avsnitt)